# Carl Säve

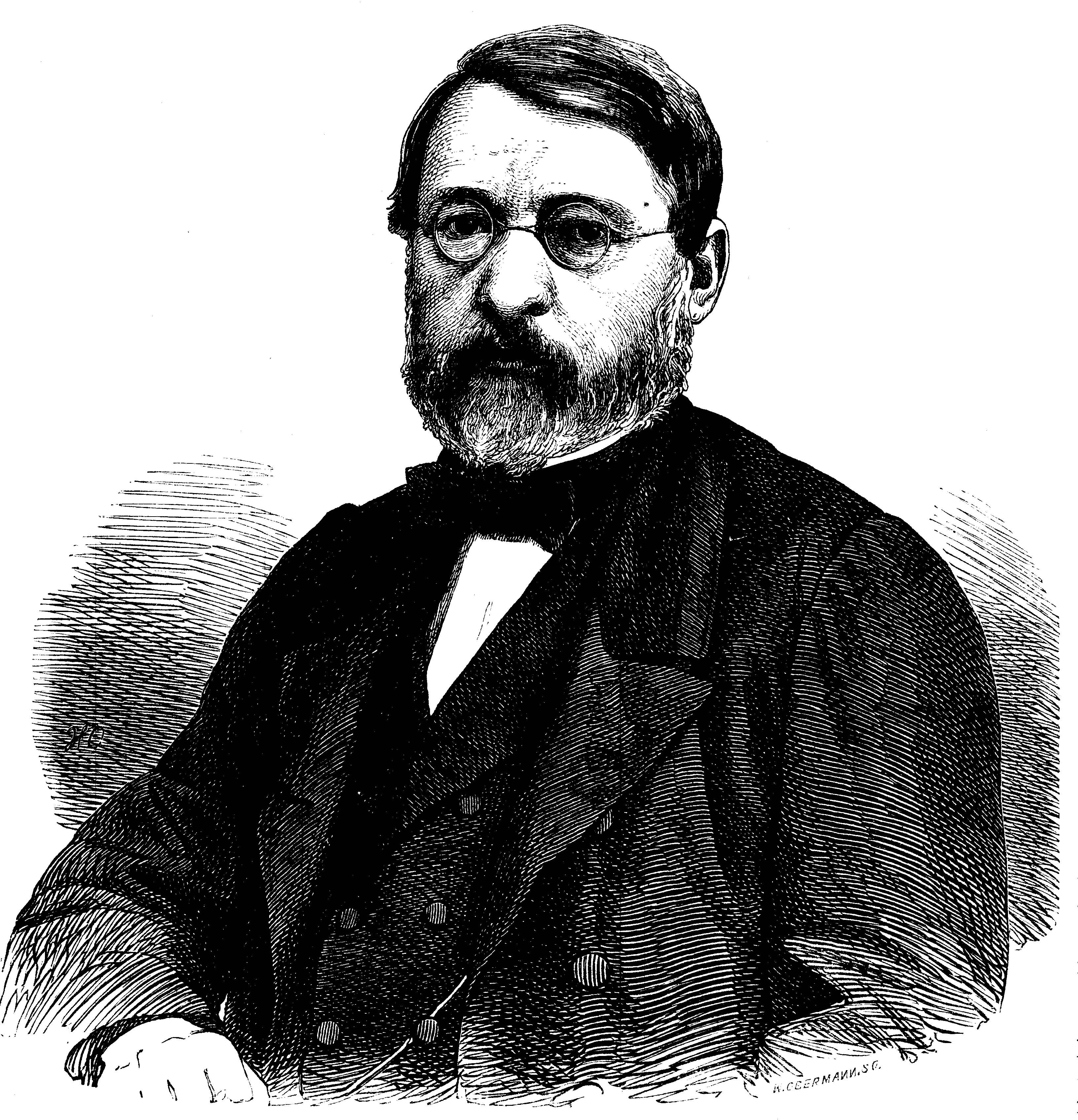
Carl Säve, 1866

Carl Fredrik Säve (* 22. Oktober 1812 in Roma; † 27. März 1876 in Uppsala) war ein schwedisch-gotländischer Sprachforscher und Maler.

## Leben und Wirken
Carl Säve wurde 1812 in Roma auf Gotland als Sohn des örtlichen Pfarrers Per Säve geboren. Unter seinen Halbgeschwistern befanden sich unter anderem das Reichstagsmitglied Johan Adolf Säve (1811–1887) und Per Arvid Säve (1811–1887), der ebenfalls Mitglied des Reichstags und Gründer des Museums Gotlands Fornsal werden sollte. Säve wandte sich schon früh der Botanik zu und begann im Jahr 1830 an der Universität von Uppsala Medizin zu studieren. Aufgrund zunehmender Gichtanfälle musste er dieses Berufsziel jedoch aufgeben. Inspiriert von den Gemeinsamkeiten zwischen dem Isländischen und dem Gutnischen, die er beim Lese von Sturlassons Kunungasagor festgestellt hatte, wandte sich Säve schließlich dem Studium der nordischen Sprachen zu. Im Jahr 1849 machte er mit einer Abhandlung über die historisch-politische schwedische Ballade der Eriksvisa seinen Magister. Im Jahr 1854 dissertierte Säve schließlich über die starken Verben im Dalarna-Schwedischen und im Gutnischen. Anschließend wirkte Carl Säve als Dozent für nordische Sprachen. Zu dieser Zeit stand Säve auch im Briefkontakt mit seinem Kopenhagener Lehrer und Brieffreund Niels Matthias Petersen (1791–1862), mit dem er die Idee des Panskandinavismus teilte. Im Jahr 1857 übernahm er die Leitung des Münzkabinetts der Universität. Mit einer Arbeit über das Gutalag, die Gutasaga und gotländische Runeninschriften wurde Säve 1859 schließlich zum ersten Professor für nordische Sprachen an der Universität Uppsala. Die Professorenstelle sollte Säve bis zu seinem Tod beibehalten.
Neben seiner Arbeit an der Universität wirkte Säve auch als Sprachforscher und Volkskundler auf Gotland, wo er zusammen mit seinem Bruder Per Arvid die gutnische Umgangssprache der Insel dokumentierte. Die Sammlungen der beiden Brüder wurden später Grundlage für das Gotländsk ordbok. Von Carl Säve soll auch der heute noch verwendete Begriff Gutamål für die genuine gutnische Sprache Gotlands stammen.
Wie sein Bruder war auch Carl Säve als Maler tätig. Säve wurde 1859 Mitglied der Kungliga Vitterhets Historie och Antikvitets Akademien. 1866 heiratete er Ottilia Rosina Johanna Schenson.

## Bibliographie
- Bemærkingninger over öen Gotland, dens indbyggere ogdisses sprog, In: K. Molbech: Historisk tidsskrift 1843
- Om dalalmuen og dalsproget, In: K. Molbech: Historisk tidsskrift 1847
- De starka verberna i dalskan och gotländskan, Upsala 1854 (Google)
- Några upplysningar om dalmålet och dalallmogens folklynne, Stockholm 1855 (Google)
- Runstenen vid Fjuckby i Uppland, Uppsala 1858
- Gutniska urkunder: Guta lag, Guta saga och Gotlands ruininskrifter språkligt behandlade, Stockholm 1859 (Google)